# MAP-sensor
MAP-sensor, Manifold Absolute Pressure =Insugningsrörets Absoluta Tryck. Används i Ottomotorer med elektronisk bränsleinsprutning. Är en sensor som mäter det absoluta gastrycket i det slutna utrymme där bränslet insprutas, innan gasen leds in i cylindrarna.

## Syfte
Den kemiska energin i bränslet ska omvandlas till mekanisk energi i form av en tryckökning vid förbränning i närvaro av syre. För att verkningsgraden ska bli hög, och därmed emissionerna låga, krävs enligt stökiometrins lagar att blandningen mellan bränsle och syrgas är den exakt rätta. 
Mängden bränsle styrs genom att reglera den tid, som bränsleinsprutarna i insugningsröret, ska vara öppna. Detta kräver att bränsletrycket är exakt, vilket sker genom en överströmningsventil efter bränslepumpen. 
Mängden syre kan variera med dels av atmosfärstrycket och dels den öppningsvinkel som gasspjället har. För att veta hur stor mängd syre som finns i insugningsröret, krävs två mätvärden:
- Det absoluta trycket (MAP) i insugningsröret, ej atmosfärstrycket utanför. Mängden syre är enligt allmänna gaslagen proportionellt mot det absoluta trycket.
- Den absoluta temperaturen (IAT), som den inkommande luften har. Mängden syre i luften är enligt samma gaslag omvänt proportionell mot absoluta temperaturen. Ju lägre temperatur desto högre är densiteten av syre.

Men för att beräkningen ska bli rätt måste man även ta hänsyn till motorns varvtal (RPM) eftersom ett dubbelt varvtal kräver dubbla mängden av både bränsle och syre. Man får då att:
Syremängden = Konstant * RPM * MAP / IAT.

## Exempel
Följande exempel antar samma motorvarvtal och lufttemperatur i en naturligt sugmotor.

### Villkor 1
En motor som arbetar med vidöppen gas (WOT) på toppen av ett mycket högt berg har ett grenrörstryck på cirka 50 kPa (i huvudsak lika med barometern på den höga höjden).

### Villkor 2
Samma motor vid havsnivå kommer att uppnå samma 50 kPa (7,25 psi, 14,7 inHG) grenrörstryck vid mindre än (innan den når) WOT på grund av det högre barometertrycket.

## Lösning
MAP-sensorn placeras inne i insugningsröret, mellan gasspjället och insugningsventilerna. Lufttemperatursensorn placeras före gasspjället. Varvtalet fås från en vinkelsensor antingen på vevaxeln (kuggkrans som inducerar pulser) eller på kamaxeln (vanligen en givare som utnyttjar Halleffekten).
För att öka precisionen mäter man även förarens fartintentioner. Antingen genom att mäta vinkeln på gasspjället (spjällägesgivare) eller vinkeln på gaspedalen, eftersom man då kan slippa gasreglage genom att ha en servomotor som drar spjället. Bränsleinsprutningen kan då reagera snabbare och mer exakt. Vidare kan man ha en sensor som även mäter atmosfärstrycket vilket är viktigt vid till exempel turbomotorer.
Slutligen använder man även en syrehaltsensor (lambdasond) som mäter syrehalten i avgaserna vilket är viktigt, speciellt när bränslets energi kan variera. 
Alla dessa sensorvärden läses in av styrsystemets dator som beräknar insprutningstiden och sedan styr insprutarnas öppningstid.

## Alternativ
I stället för en MAP-sensor kan man använda en luftmassemätare. I vissa motorer används bägge metoderna för att öka precisionen.